# Robert Klein (politik)
Robert Klein (14. července 1885 Poděbrady – 25. července 1941 likvidační zařízení Sonnenstein u Pirny) byl československý odborář a politik, meziválečný poslanec Národního shromáždění za Československou sociálně demokratickou stranu dělnickou.

## Biografie
Narodil se v Poděbradech v židovské rodině drobného obchodníka. Působil v Plzni jako obchodní příručí. Angažoval se v profesních spolcích. Založil jednu ze skupin Ústředního svazu obchodních zřízenců. Po válce mu představenstvo svazu nabídlo, aby se ujal funkce vedoucího tajemníka. Klein se pak podílel na ustavení odborové organizace Jednotný svaz soukromých zaměstnanců, sdružující soukromé zaměstnance v obchodě, v průmyslu, v družstvech i službách.
Ve parlamentních volbách v roce 1920 získal poslanecké křeslo v Národním shromáždění za Československou sociálně demokratickou stranu dělnickou. V průběhu volebního období ovšem přešel nejprve do formace Strana sociálně-demokratických odborových a zájmových pracovníků, pak do levicové strany Socialistické sjednocení (od března 1923), aby se v říjnu 1924 opět stal členem poslaneckého klubu sociální demokracie. Mandát za sociální demokraty obhájil i v parlamentních volbách v roce 1925, parlamentních volbách v roce 1929 a parlamentních volbách v roce 1935. Poslanecký post si oficiálně podržel do zrušení parlamentu v roce 1939. Krátce předtím ještě v prosinci 1938 přešel do poslaneckého klubu nově utvořené Národní strany práce.
Profesí byl úředníkem Jednotného svazu soukromých zaměstnanců. Podle údajů z roku 1935 bydlel v Praze. Ve 30. letech spolupracoval s německými a rakouskými antifašisty, především odboráři, kteří emigrovali do Československa. Sám po okupaci Československa odmítl emigrovat a již 18. března 1939 byl zatčen a internován na Pankráci. Propuštěn byl 28. dubna. 1. září 1939 byl opět zatčen a deportován do koncentračního tábora Buchenwald. Zde prošel mnoha útrapami. Byl zařazen do jednoho z nejvíce obávaných pracovních komand - tzv. komandu na roztloukání kamene (Arbeitskomando Steinklopfen), tedy na fyzicky velmi těžkou práci v kamenolomu. Po operaci, kdy mu byl amputován prsteníček levé ruky, došlo k jeho přeřazení na lehčí práci. Po krátkém "zotavení" vykonával Klein opět práci těžkou, tentokrát jako nosič kamene (Steineträger). To se odbývalo vždy ve velké rychlosti, kdy SS hnali vězně přes tábor a nutili je zpívat lidové a židovské písně. V komandu byli vždy výhradně židovští muklové.
SS je pojmenovali "Zpívající koně" (Singende Pferde). Vyčerpávající práce a nelidské zacházení se pravděpodobně podepsaly na Kleinově zdravotním i psychickém stavu. To by potvrzovala novinová zpráva časopisu Čechoslovák publikovaná v září 1941. Zhoršený zdravotní stav zřejmě přispěl k tomu, že se Robert Klein dostal do transportu do tzv. "sanatoria", což byl krycí název pro akci "Sonderbehandlung 14f13". To bylo označení pro likvidaci duševně nemocných a postižených lidí, stejně jako židovských vězňů, kterou na jaře r. 1941 schválil H. Himmler. Podle schématu akce T4 došlo k selekci vězňů a jejich odeslání do plynových komor několika likvidačních ústavů. Robert Klein patřil ke skupině 187 buchenwaldských vězňů, kteří byli posláni do likvidačního ústavu Sonnenstein u Pirny, kde byl v noci z 14. na 15. července zavražděn.